# 東根市消防本部
東根市消防本部（ひがしねししょうぼうほんぶ）は、山形県東根市の消防部局（消防本部）。管轄区域は東根市全域。

## 概要
- 消防本部：東根市大字東根甲7057-25
- 管内面積：207.17km2
- 職員定数：55人
- 消防署1カ所
- 主力機械（2023年２月1日現在）
  - 消防ポンプ自動車：１
  - 水槽付消防ポンプ自動車：1
  - はしご付消防自動車：1
  - 化学消防自動車：1
  - 救急自動車：4
  - 救助工作車：1
  - 資機材搬送車：１
  - 指揮車：1
  - 支援車：２
  - 防災学習車：１
  - 小型動力ポンプ：1
  - 広報車：1

【主力機械に関する参考文献：平成18年度刊行消防年報（山形県）】

## 沿革
- 1959年4月1日　東根市消防本部を設置する。
- 2007年4月1日　消防本部・消防署が中央2-16-23より現在地に移転する。消防新庁舎整備に合わせ、神町分遺所（神町中央2-10-6）・東部分遺所（大字野川1326-11）を廃止する。

## 組織
- 本部 - 総務課
- 消防署

## 消防署
| 消防署       | 住所              | 出張所 |
| ------------ | ----------------- | ------ |
| 東根市消防署 | 大字東根甲7057-25 | なし   |